# The New York Times Magazine
The New York Times Magazine est un cahier supplément de l'édition du dimanche du quotidien The New York Times. Il publie des articles plus longs que la moyenne. Cette publication est reconnue également pour ses photos dans le domaine de la mode et du style.

## Histoire
La première édition est lancée le 6 septembre 1896. Elle contient les premières photographies jamais imprimées dans un journal. La création d'un magazine « sérieux » du dimanche fait partie de la stratégie de restructuration du journal entamée cette année-là par son nouveau propriétaire, Adolph Ochs, qui veut également éliminer la fiction, les comic strips et les columnists. On lui accorde généralement le sauvetage financier du journal New York Times. 
En 1897, le magazine publie une édition de 16 pages de photographies sur le soixantième anniversaire de la reine Victoria, ce qui contribue grandement au succès du magazine.
Dans ses premières années, le New York Times Magazine publie les écrits de personnalités connues telles W. E. B. Du Bois et Albert Einstein, ainsi que d'actuels et futurs présidents des États-Unis. On y compte également comme collaborateurs Léon Tolstoï, Thomas Mann, Gertrude Stein, et Tennessee Williams. L'éditeur Lester Markel, un journaliste « intense et autocratique », qui a collaboré au journal des années 1920 aux années 1950, véhicule l'idée que le magazine est un forum d'idées. Le magazine s'est éloigné de cette ligne éditoriale à partir des années 1970.
En 1979, le magazine commence à publier le gagnant du prix Pulitzer William Safire comme columnist. Sa section, intitulée « On Language », aborde les sujets liés à la grammaire, l'utilisation et l'étymologie de la langue anglaise. La colonne de Safire gagne en popularité et génère, en 1990, « plus de courrier que toute autre chose » du magazine
En 1999, une colonne est accordée à l'humoriste Randy Cohen. Il intitule celle-ci « l'Ethicist » et connu un certain prestige au sein du magazine,
En 2004, le journaliste Rob Walker crée la colonne « Consumed » sur les habitudes des consommateurs.
Le magazine comprend également une page de casse-tête éditée par Will Shortz, qui inclut un mots croisés plus difficile qu'à l'habitude, ainsi que d'autres types d'épreuves.

## Censure chinoise
Les contenus en ligne du New York Times sont censurés et inaccessibles depuis la Chine.
En janvier 2017, Apple annonce avoir supprimé l'application du New York Times de l'Apple Store chinois.